# Condado de Louth
O Condado de Louth (An Lú em irlandês) é um condado da República da Irlanda, no nordeste do país. Situa-se na província de Leinster; a maior parte da população vive na capital, Dundalk, ou em Drogheda.
Louth tem como vizinhos os condados de Armagh e Down (ambos na Irlanda do Norte) a norte, o Mar da Irlanda a leste, Meath a sul e sudoeste e Monaghan a noroeste.

## Cidades

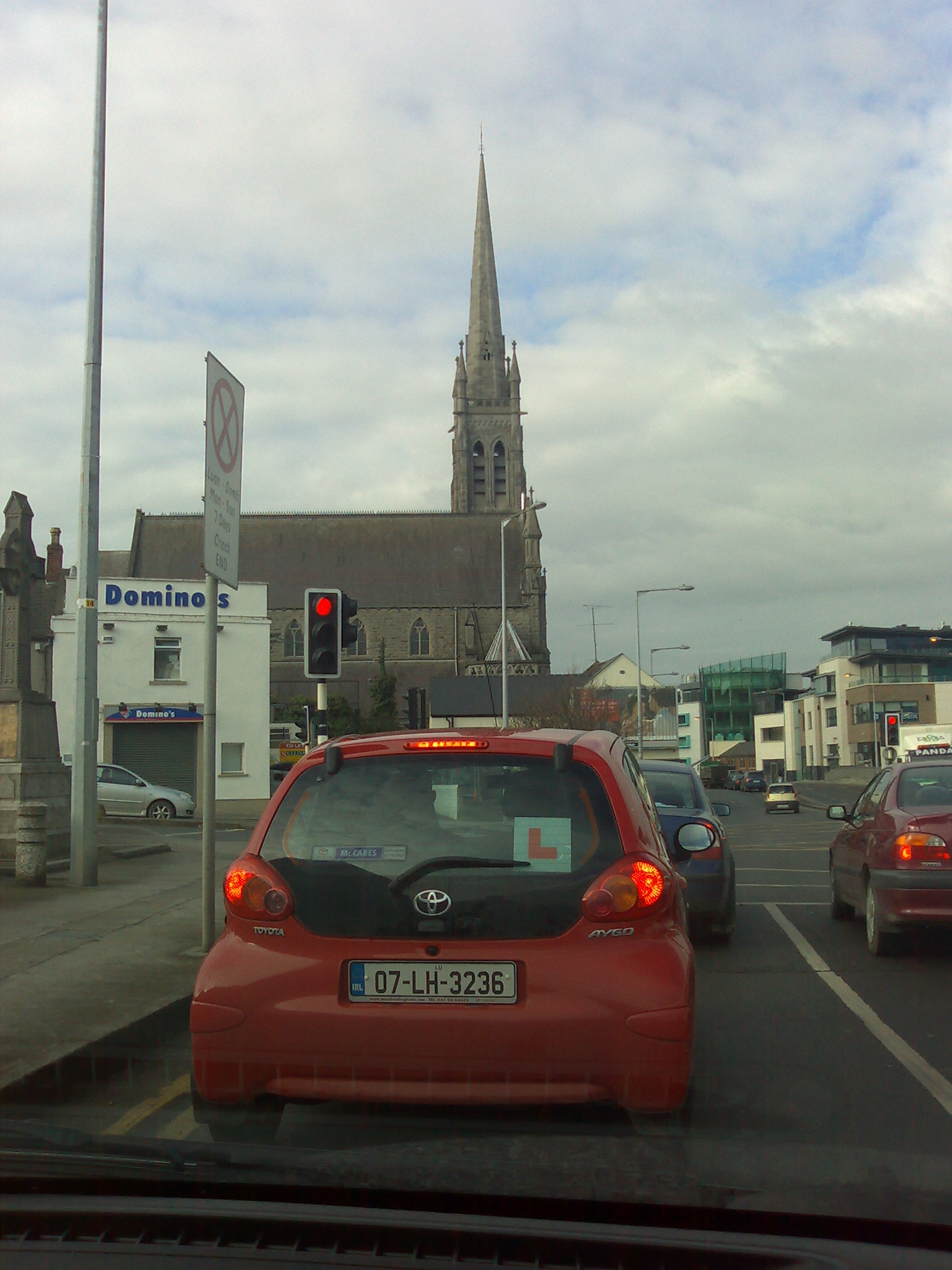
Rua de Drogheda, com automóvel apresentando chapa de matrícula do Condado de Louth, lendo-se Lú, no topo desta.

- Ardee